# Хванг Хичан
Хванг Хичан (кореј. 황희찬; 26. јануар 1996) јужнокорејски је фудбалер који тренутно наступа за Вулверхемптон и репрезентацију Јужне Кореје на позицији нападача.

## Дјетињство
Хичан је рођен у Чунчену, али се цијела породица преселила у Пучен недуго након његовог рођења; тамо су живјели док није напунио девет година. Фудбал је почео да игра у основној школи Синкок, у Виџонбуу. Године 2008, постигао је највише голова у купу за младе Хванран Теги и Донквон купу. Добра издања наставио је и репрезентацији Јужне Кореје до 12 година, гдје је у оквиру Канга купа постигао 22 гола, што је био апсолутни рекорд турнира. Због добрих издања добио је награду Чан Букан.
Након завршетка основне школе, почео је да игра за фудбалски тим Поханг средње школе; 2015 освојили су регионално и национално такмичење, док је Хичан био МВП лиге за играче до 15 година.
На првенству Азије за играче до 16 година, постигао је хет трик против Сјеверне Кореје.
Године 2013, у Адидас челенџер лиги постигао је 12 голова у 12 утакмица за свој тим, гдје је помогао својој школи да освоји лигу. У финалној серији након челенџер лиге, Поханг Џечол средња школа освојила је такмичење, а Хичан је био најбољи стријелац и МВП такмичења.

## Клупска каријера

### Почетак каријере
Године 2014, Поханг стилерси су хтјели да потпишу професионални уговор са Хичан, али је он потписао уговор са Ред бул Салцбургом за сезону 2015. По доласку у клуб, послат је у развојни тим Салцбурга — Лиферинг, који се такмичио у Другој лиги Аустрије; Хичан је на првих 17 утакмица постигао 11 голова.

### Ред бул Салцбург
Након успјешне сезоне у развојном клубу, у јануару 2016 прешао је у први тим Салцбурга. Дебитовао је 20. априла 2016, у оквиру полуфинала Купа, у утакмици у којој је Салцбург савладао Аустрију Беч 5:2; Хичан је у игру ушао у 87. минуту, умјесто Валона Берише. У Бундеслиги у сезони 2015/16 одиграо је 13 утакмица, није постигао ниједан гол, у сезони у којој је освојио своју прву титулу са Салцбургом. Исте сезоне освојио је и Куп, Салцбург је у финалу савладао Адмиру 5:0. Први гол за Салцбург постигао је у побједи 5:1 на гостовању Пелтену, 23. октобра 2016, у оквиру 12 кола; постигао је два гола, прва два на утакмици.
У Лиги Европе за сезону 2016/17, у оквиру четвртог кола групе И постигао је оба гола за побједу против Нице 2:0; то је била прва побједа Салцбурга у Лиги Европе те сезоне. Постигао је два гола у побједи 5:0 над Аустријом Беч, у 26 колу; док је два гола постигао и у 34 колу, у побједи 2:0 над Адмиром. Сезону је завршио са 12 голова у лиги, био је први стријелац Салцбурга и трећи стријелац лиге; у сезони у којој је предводио Салцбург до четврте титуле заредом. У финалу Купа, против Рапида из Беча, постигао је водећи гол у побједи 2:1 и тако донио клубу дуплу круну.
У Бундеслиги у сезони 2017/18, постигао је гол у другом колу, у ремију 1:1 са Ласком. Постигао је гол у побједи над Рапидом 3:2 у 16 колу. Сезону у Бундеслиги завршио је са пет постигнутих голова, био је пети најбољи стријелац клуба у лиги; најбољи стријелац Салцбурга и лиге био је Израелац Мунас Дабур, са 22 гола. Хичан је тако са Салцбургом освојио трећу титулу заредом. У Купу Аустрије постигао је три гола, од тога два у четвртфиналу, у побједи над Аустријом Клагенфурт 7:0. Салцбург је стигао до финала, али није освојио дуплу круну, изгубио је од Штурма 1:0, након продужетака. Хичан је ушао у игру у 83. минуту и добио жути картон у 106. минуту.
У Лиги Европе, Салцбург је у сезони 2017/18, имао своју најуспјешнију сезону у Европи. Претходно је Хичан у квалификацијама за Лигу шампиона постигао два гола, од којих изједначујући у трећој рунди у ремију 1:1 са Ријеком. У квалификацијама за Лигу Европе, Салцбург је у плеј офу играо против Отелул Константе. Тријумфовао је у првом мечу код куће 4:0, док је у реваншу побиједио 3:1; Хичан је играо у реваншу и постигао водећи гол у другом минуту. У групној фази Салцбург је играо са Олимпик Марсељом, Коњаспором и Виторијом Гимараис. У првом колу савладао је Виторију Гимараис 3:0, Хичан је постигао трећи гол. У групној фази играо је још на утакмици последњег кола, у ремију са Марсељом без голова, чиме је Салцбург освојио прво мјесто у групи. У нокаут фази играо је на свим утакмицама, осим на реваншу четвртфинала, које је пропустио због жутих картона. Салцбург је избацио Реал Сосиједад у првој рунди; Борусију Дортмунд у осмини финала и Лацио у четвртфиналу. Хичан је постигао гол у побједи кући над Лациом 4:1. Салцбург је тако по први пут у историји дошао до полуфинала Лиге Европе. У полуфиналу играли су против Олимпик Марсеља, који је славио у првом мечу 2:0, Хичан је играо до 60 минута; у реванш утакмици, ушао је у игру у 69. минуту, Салцбург је побиједио 2:0 и изборио продужетке, у којима је примио гол у 116. минуту и није се пласирао у финале.

## Репрезентативна каријера
Након што је прошао све млађе селекције репрезентације, играо је на Олимпијским играма 2016 у Рио де Жанеиру, гдје је постигао гол у групној фази, у ремију са Њемачком 3:3; постигао је први гол на утакмици. У побједи над Фиџијем 8:0, Хичан је играо до 69. минута; до 62. минута резултат је био 1:0, након чега је Кореја постигла седам голова.
За сениорску репрезентацију Јужне Кореје дебитовао је 1. септембра 2016. године, на утакмици са Кином у оквиру Азијских квалификација за Свјетско првенство 2018; Кореја је славила 3:2, Хичан је у игру ушао у 79. минуту. Први гол за репрезентацију постигао је 13. јуна 2017, у поразу од Катара 3:2, у осмом колу квалификација.
У мају 2018 нашао се на прелиминарном списку играча за Свјетско првенство 2018 у Русији; У пријатељској утакмици против Пољске, 28. марта 2018, Хичан је постигао гол за 2:2, али је Пјотр Зјелињски постигао гол у надокнади за побједу Пољске 3:2.
Нашао се и на коначном списку играча за Свјетско првенство, објављеном 3. јуна. Кореја је играла у групи Ф, против Шведске, Мексика и Њемачке; завршила је на трећем мјесту у групи, са три бода, Хичан је играо на све три утакмице, није постигао гол. Био је стартер против Шведске и Мексика; док је на утакмици против Њемачке у игру ушао са клупе.

### Голови за репрезентацију
Голови Хичана за репрезентацију Јужне Кореје.
| Број | Датум          | Стадион                              | Противник | Гол за | Коначни резултат | Такмичење                                 |
| ---- | -------------- | ------------------------------------ | --------- | ------ | ---------------- | ----------------------------------------- |
| 1.   | 13. јун 2017.  | Стадион Џасим бен Хамад, Доха, Катар | Катар     | 2:2    | 2:3              | Квалификације за Свјетско првенство 2018. |
| 2.   | 27. март 2018. | Стадион Силесијан, Хожов, Пољска     | Пољска    | 2:2    | 2:3              | Пријатељска утакмица                      |

## Трофеји

### Клуб
Ред бул Салцбург
- Бундеслига Аустрије: 2015/16 , 2016/17, 2017/18.
- Куп Аустрије: 2015/16, 2016/17.